# Hôtel Montana
Hôtel Montana var et populært fire-stjernet turisthotel i Port-au-Prince, Haiti. Det blev bygget i 1946. Det kollapsede sammen med de fleste bygninger i byen som følge af Jordskælvet i Haiti i 2010. Det anslås, at 200 af 300 er meldt savnet dagen efter sammenbruddet. Blandt dem, der opholdt sig på hotellet, var personalet fra fredsbevarende styrker fra de Forenede Nationer, hvis MINUSTAH hovedkvarter i Christopher Hotel også kollapsede.
| Bygning eller seværdighed | Spire Denne artikel om en bygning, et bygningsværk eller en seværdighed er en spire som bør udbygges. Du er velkommen til at hjælpe Wikipedia ved at udvide den. |

18°31′N 72°17′V / 18.517°N 72.283°V